# Ławka (mała architektura)
Ławka – obiekt służący do siedzenia, będący zarazem elementem umeblowania miejskiego.
Istnieje wiele rodzajów ławek, podzielonych w zależności od ich umieszczenia w środowisku, budowy, materiałów, z których zostały wykonane i wzornictwa. Ze względu na rozmieszczenie w środowisku ławki – jako elementy małej architektury – dzieli się je najczęściej na ławki uliczne (często nazywane po prostu ławkami miejskimi), parkowe i ogrodowe.
Ze względu na budowę można wyróżnić ławki z oparciami lub bez, a także ławki oparte na czworokątach, sześciokątach itp. Ławki mogą być zbudowane z różnych materiałów, dlatego w tej kwestii podział jest trudny, mimo to można wyróżnić ławki na bazie odlewów żeliwnych, ławki ze stalowych prętów, ławki drewniane, ławki plastikowe, ławki kamienne.
Ze względu na styl i wzornictwo podział jest dość płynny: można wyróżnić ławki nowoczesne umieszczane na ulicach miast, w centrach handlowych i nowoczesnych kompleksach i siedzibach firm oraz ławki wykonane w tradycyjnym stylu, stylizowane na daną epokę lub dostosowane do charakteru zabytkowych miejsc, w których się znajdują, takich jak np. Rynek Główny w Krakowie czy Planty (miejskie ogrody) okalające ten rynek.
Ławki w szerszym rozumieniu – nie tylko jako elementy małej architektury – można znaleźć wszędzie: od cmentarzy (ławki stojące przy grobach) do stadionów piłkarskich. Są one popularnym elementem małej architektury.

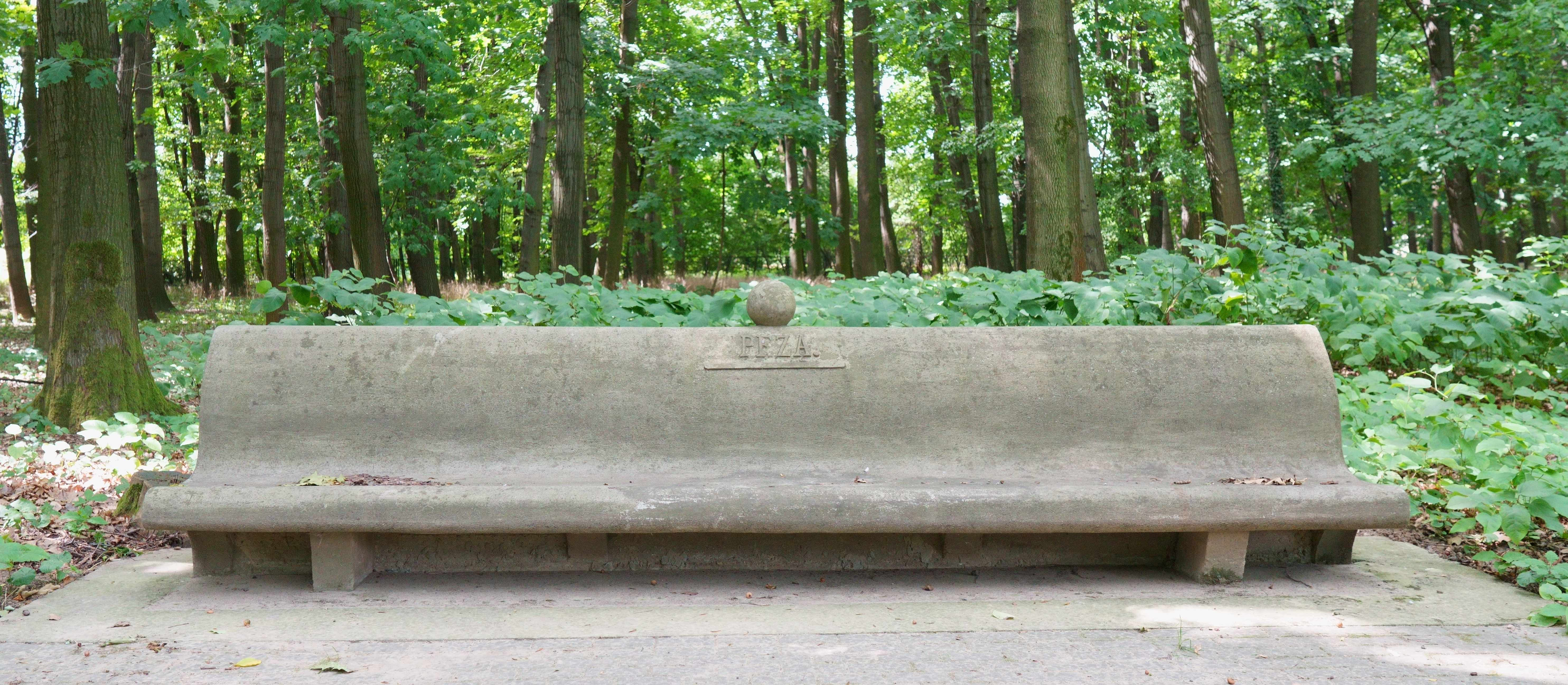
Park Kwiatkowskiego w Tarnowie, ławka z 1929 roku
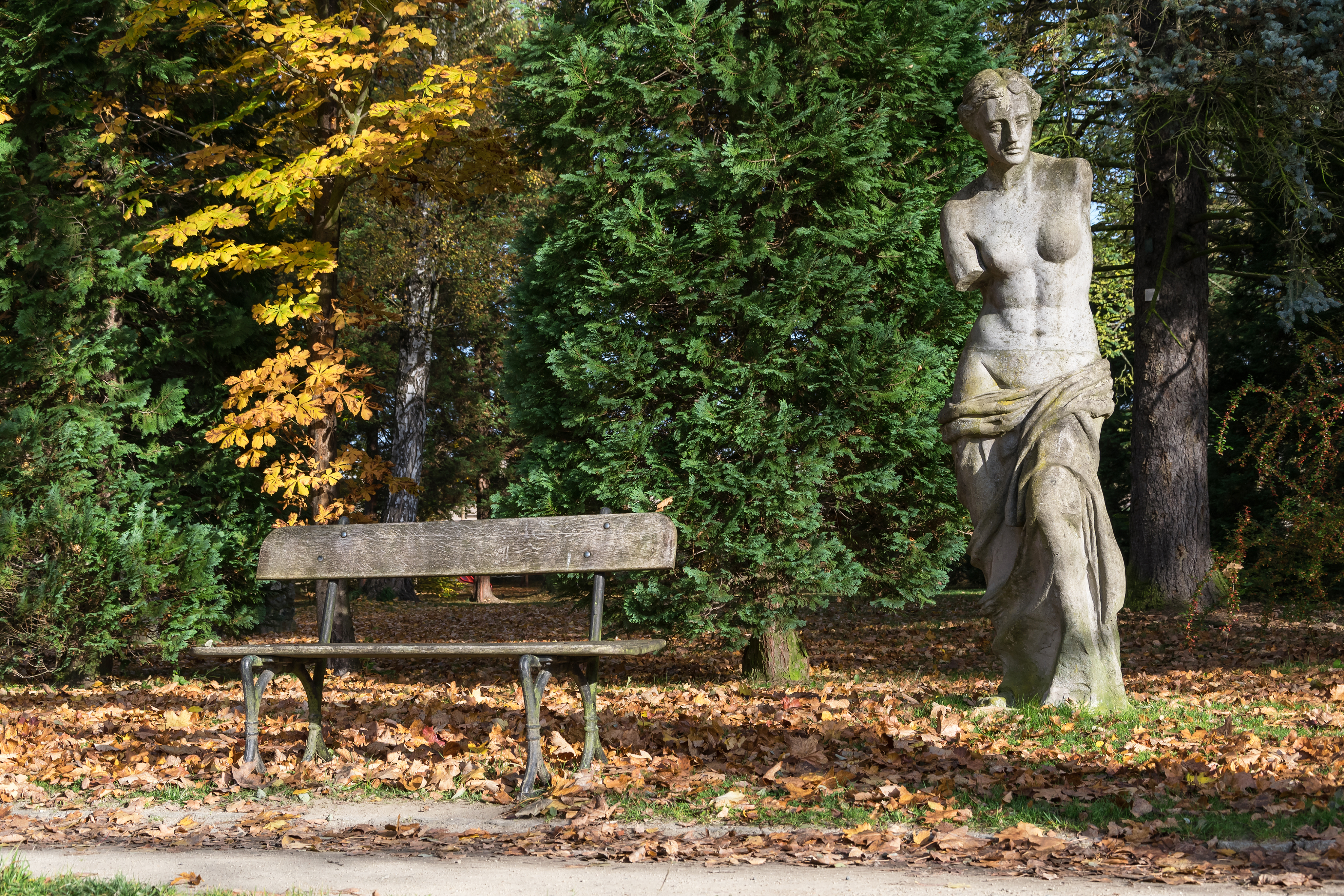
Ławka przy Pałacu w Trzebieszowicach
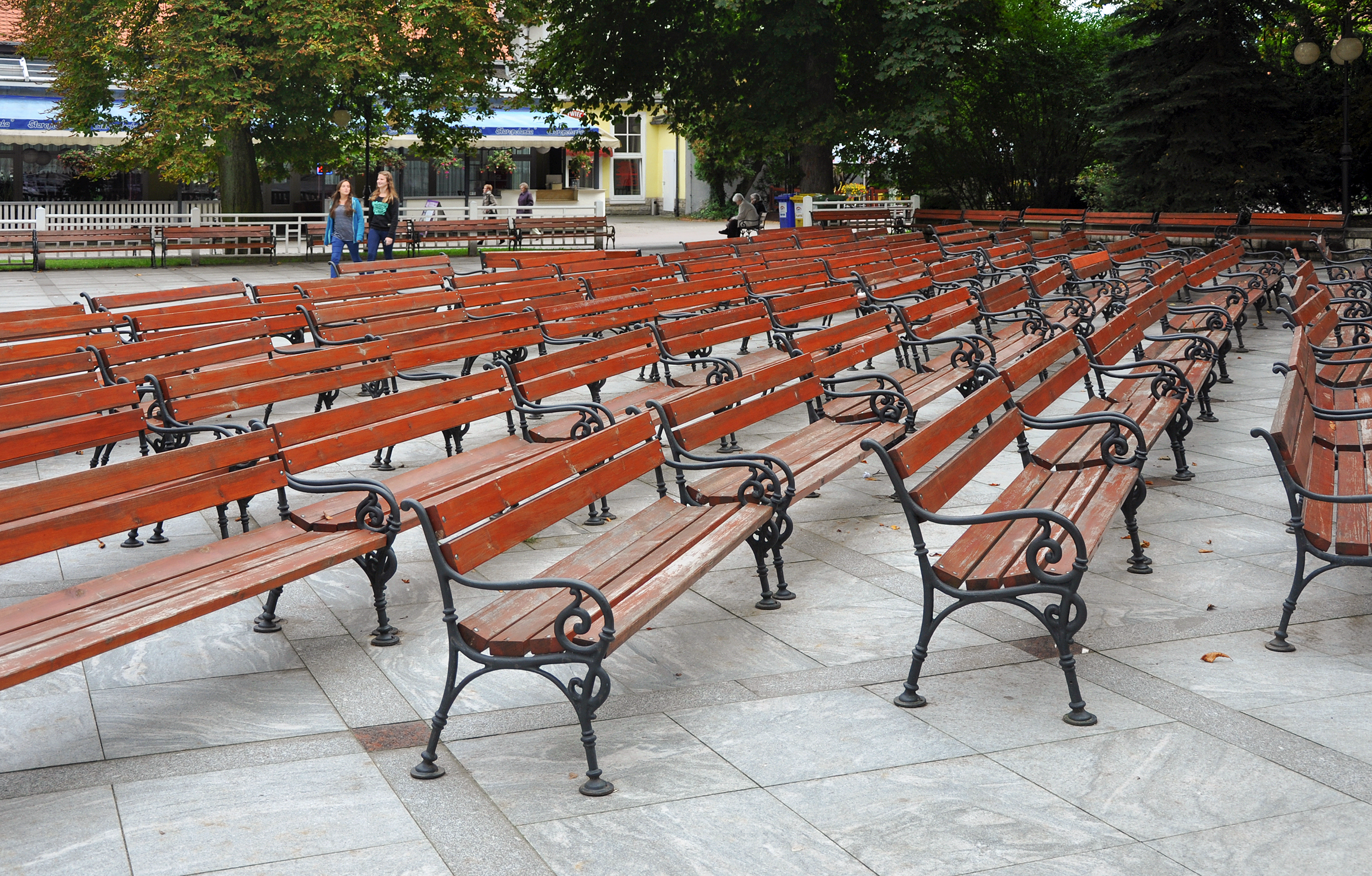
Ławki w Parku Zdrojowym w Polanicy-Zdroju
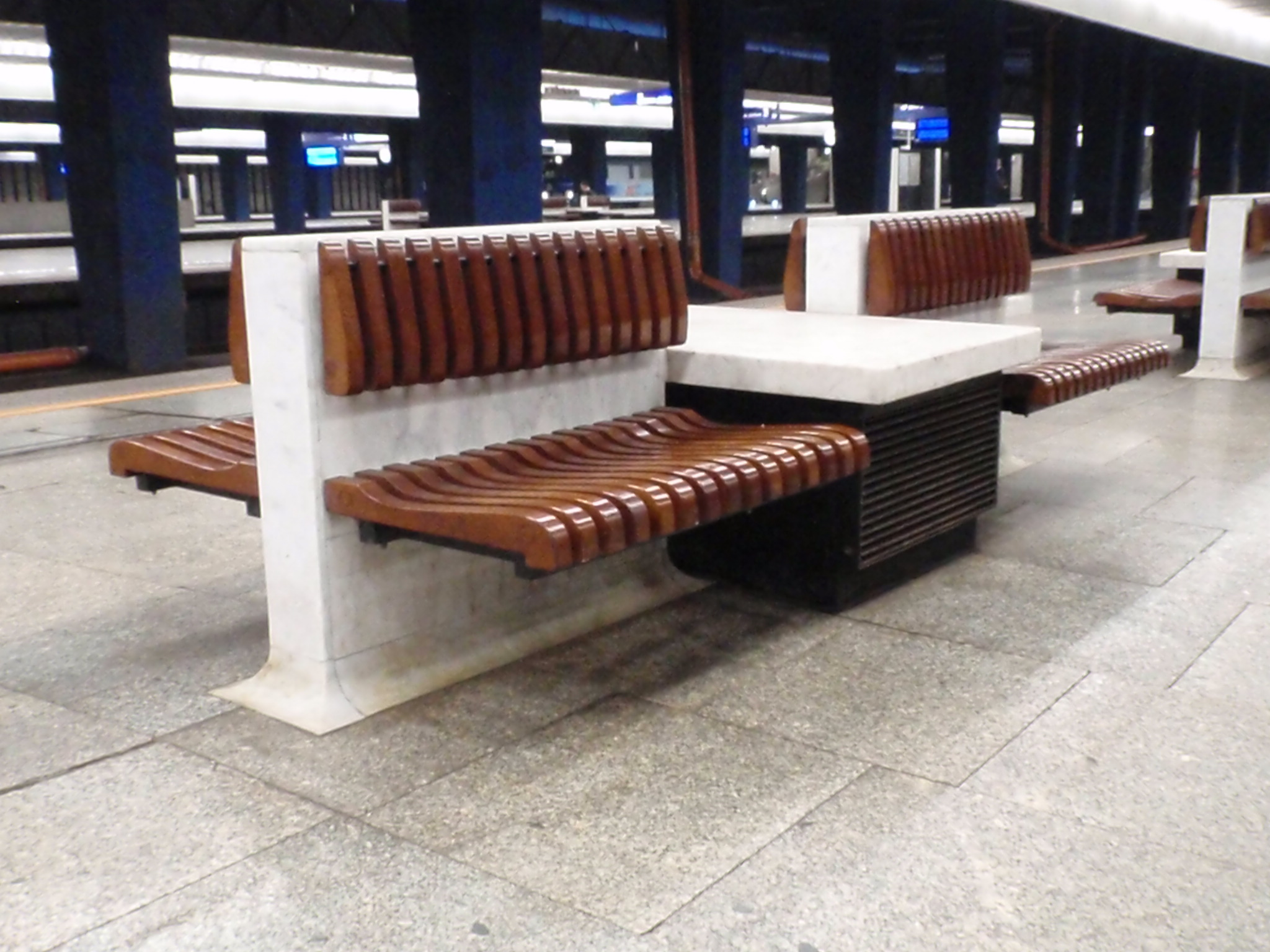
Funkcjonalne ławki wykonane z białego marmuru, drewna i stali oraz wyposażone we własne ogrzewanie zdobią Dworzec Centralny im. Stanisława Moniuszki w Warszawie (1975). Zabytek architektury modernizmu od 2019